# Balázs Rothmer
Balázs Rothmer (Kaposvar, 14 april 1978) is een Hongaars voormalig wielrenner.

## Overwinningen
2002
- Nationaal kampioen op de weg

2003
- 3e etappe Ronde van Bretagne
- 2e etappe Ronde van Navarra

Calcaterra · Cavagnis · Celestino · Cipollini · Commesso · Conte · Davidson · Dufaux · Evans · Galletti · Gavazzi · Ludewig · Meier · Mori · Nitsche · Padrnos · Pieri · Pugaci · Sabaliauskas · Sacchi · Savoldelli · Scirea · Secchiari · Spinelli · Wegmann · Barla (stagiair) · Rohtmer (stagiair)